# San Alberto Magno (título cardenalicio)
San Alberto Magno es un título cardenalicio de la Iglesia Católica. Fue instituido por el papa Francisco en 2016.

## Titulares
- Anthony Soter Fernandez, (19 de noviembre de 2016 - 28 de octubre de 2020)[1]
- Virgílio do Carmo da Silva (desde el 27 de agosto del 2022)